# Leptonectes
A Leptonectes a hüllők (Reptilia vagy Sauropsida) osztályának a halgyíkok (Ichthyosauria) rendjébe, ezen belül a Leptopterygiidae családjába tartozó nem.

## Tudnivalók
A Leptonectes-fajok a késő triász és a kora jura korszakok idején éltek. E nem fajainak a maradványait Belgiumban, az Egyesült Királyságban, Németországban és Svájcban találták meg.

## Rendszerezés
Eddig az alábbi 3 fajt fedezték fel ebből a nemből:
- Leptonectes tenuirostris - típusfaj
- Leptonectes solei
- Leptonectes moorei

## Képek

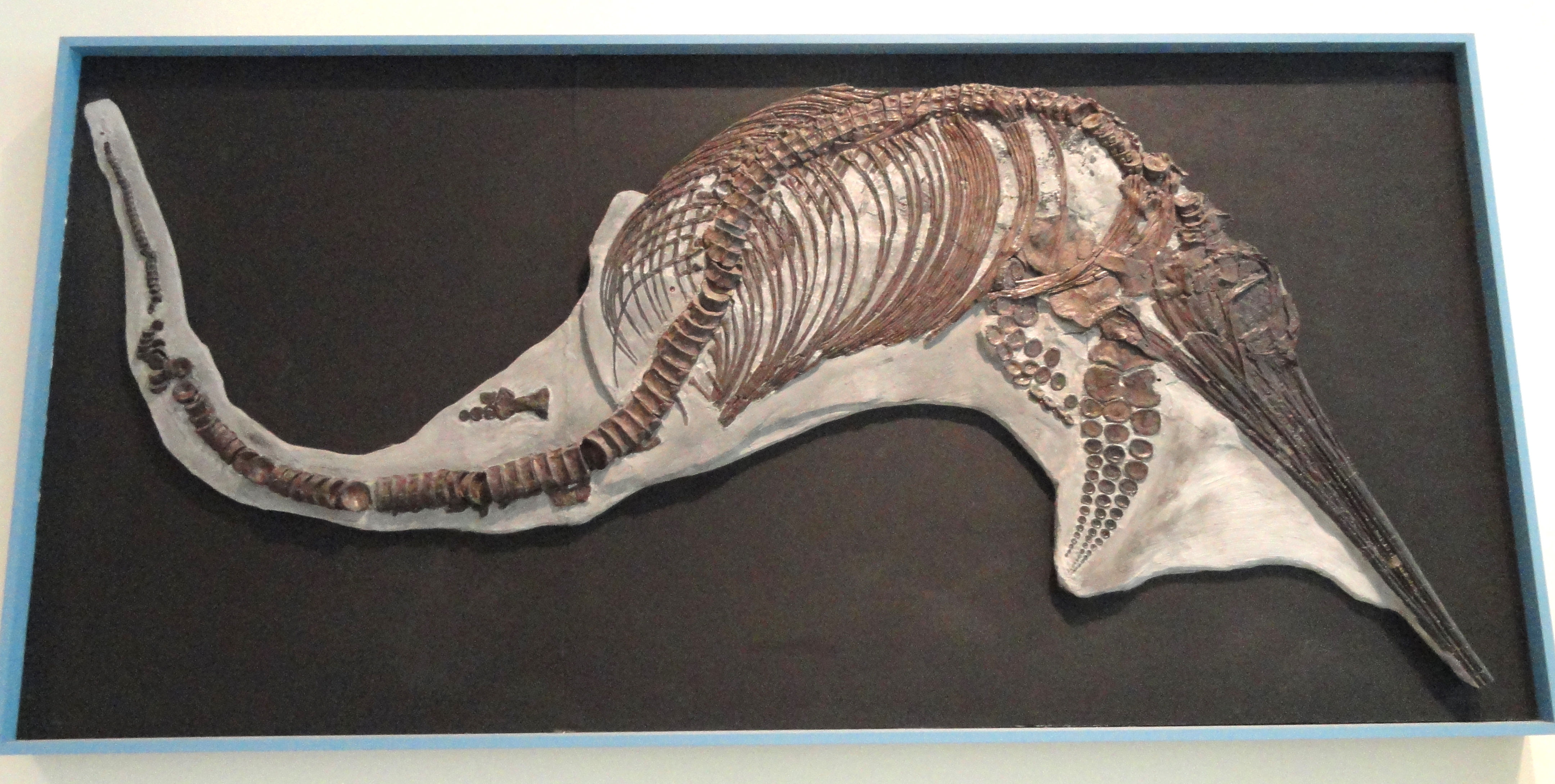
Különböző
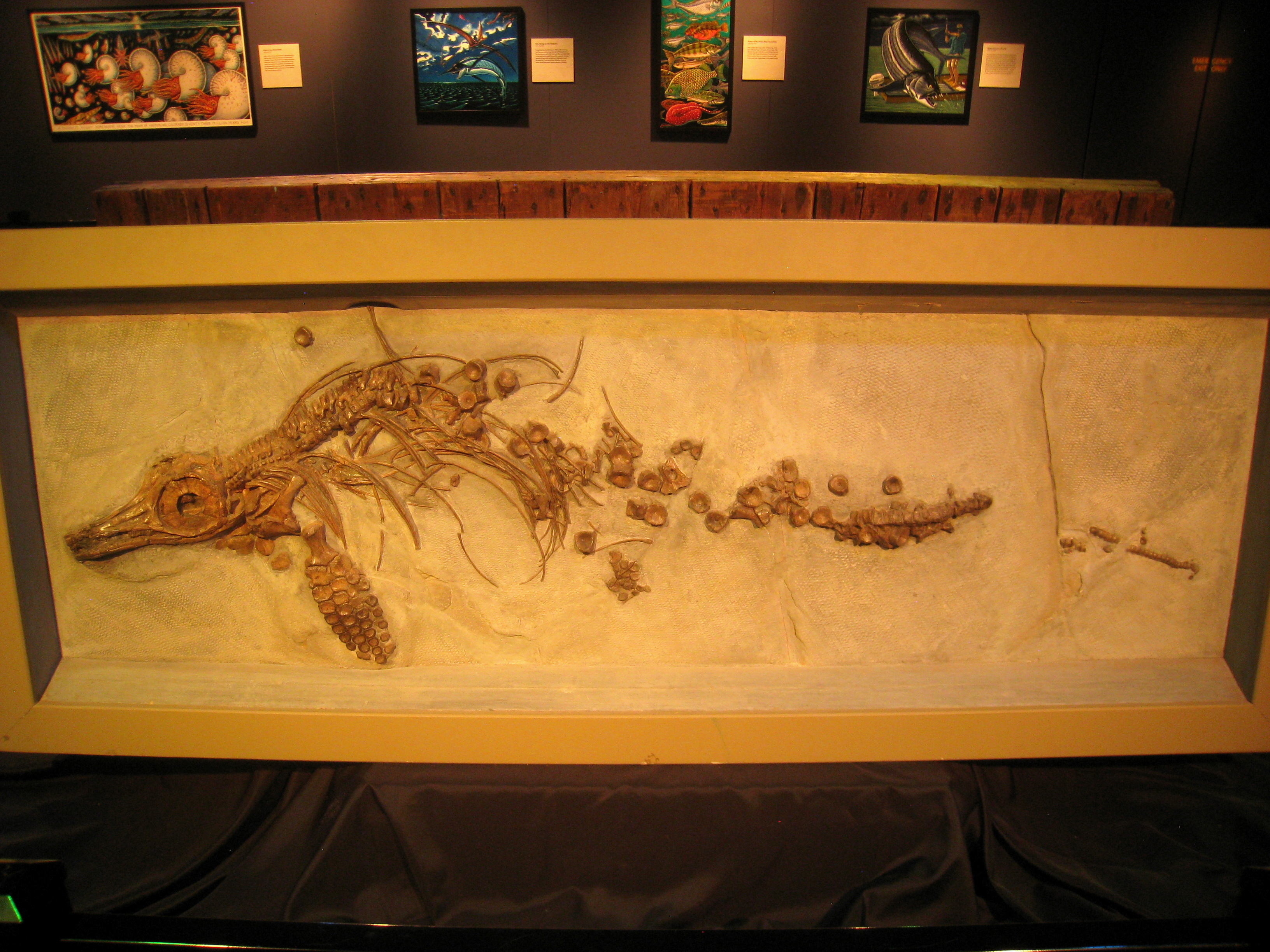
csontváz másolatok
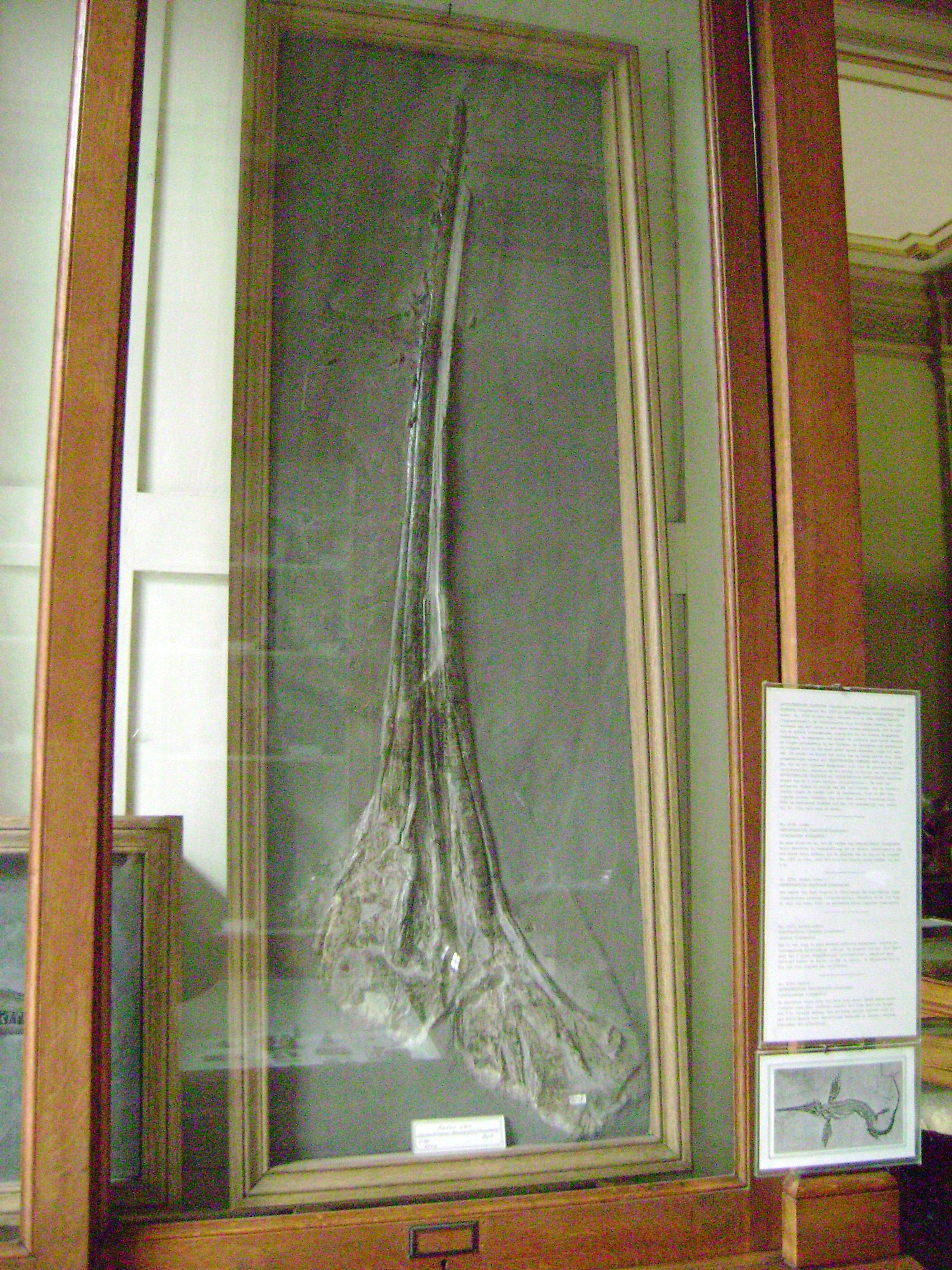
különböző múzeumokban
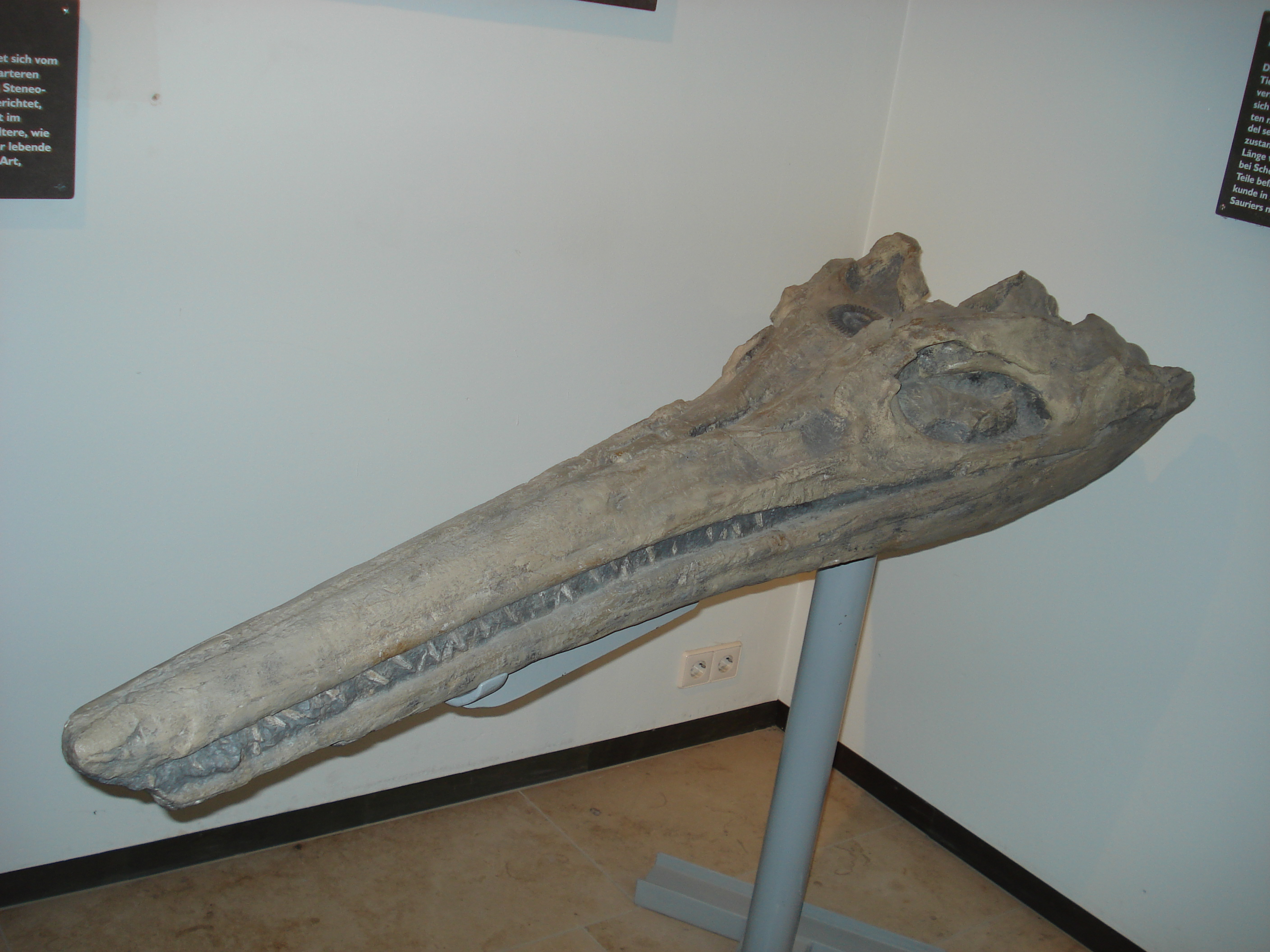
A koponyája
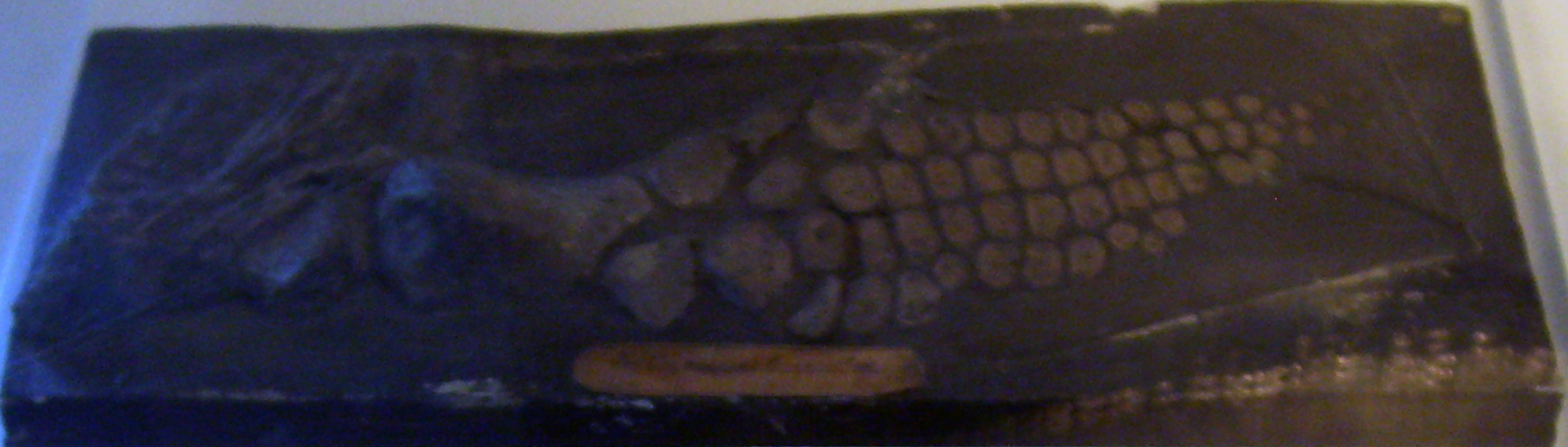
Az úszója
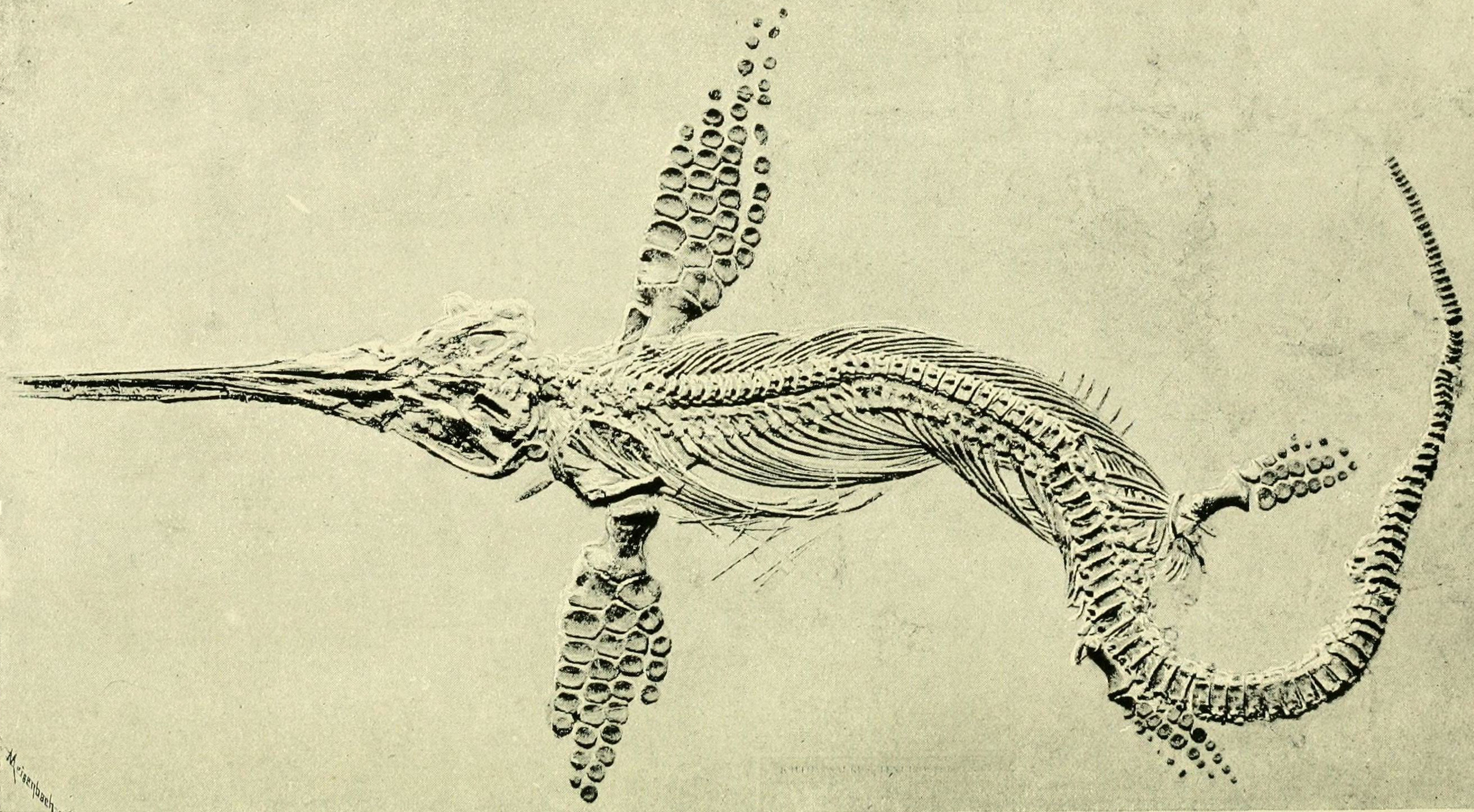
Rajz az állatról

## Fordítás
Ez a szócikk részben vagy egészben  a   Leptonectes című angol Wikipédia-szócikk ezen változatának fordításán alapul.  Az eredeti cikk szerkesztőit annak laptörténete sorolja fel. Ez a jelzés csupán a megfogalmazás eredetét és a szerzői jogokat jelzi, nem szolgál a cikkben szereplő információk forrásmegjelöléseként.